# 메이플스토리
《메이플스토리》(영어: MapleStory)는 넥슨 코리아에서 제작하고 넥슨 코리아가 서비스하는 세계 최초의 2D 사이드 스크롤 방식 온라인 MMORPG 게임이다. 전 세계 9개국 이상에서 서비스 되고 있으며, 약 13억 명 이상의 사용자가 가입되어 있다. 만화책 코믹 메이플스토리는 이 작품의 설정을 기반으로 하여 제작되었다.
플레이어는 롤플레잉 비디오 게임에서 흔히 볼 수 있는 것처럼 "메이플 월드"를 여행하며 몬스터를 물리치고 캐릭터의 기술과 능력을 개발한다. 플레이어는 채팅, 거래 등 다양한 방법으로 다른 사람과 상호 작용할 수 있다. 플레이어 그룹은 파티를 맺어 몬스터를 사냥하고 보상을 공유할 수 있으며, 길드를 구성하여 서로 더 쉽게 상호 작용할 수도 있다. 또한 플레이어는 게임 내 "캐시 샵"을 방문하여 다양한 캐릭터 외형이나 게임플레이 개선 사항을 실제 돈으로 구매할 수도 있다.
2010년 7월, 한국어판 게임은 “빅뱅”이라는 패치로 개편되었다. 다른 버전도 이에 따라 빅뱅 업데이트를 받았다. 그해 후반에 한국어 버전은 플레이어 대 플레이어(PvP)와 직업을 게임에 도입하는 카오스 업데이트를 받았다. 속편인 메이플스토리 2(MapleStory 2)는 2015년 7월에 출시되었으며 업데이트된 3D 그래픽과 유사한 스토리라인을 갖추고 있다. 2020년 현재 메이플스토리는 전 세계적으로 1억 8천만 명 이상의 등록 사용자를 보유하고 있으며 평생 수익 30억 달러 이상을 기록했다. 현존에서 넥슨에 장수온라인게임
메이플스토리가 20년 이상 넘은 장수 온라인 게임 이라고 볼수있다. 메이플스토리가 현존 비슷하게 장수 인터넷 활성화 시대라고 보면 넷마블 과 크레이지 아케이드이다.
그 당시 비슷한 TV 프로그램이라고 하면 TV 동물농장이다.

## 연혁
- 2002년 11월 18일: 1차 클로즈 베타테스트 시작
- 2003년 1월 21일: 2차 클로즈 베타테스트 시작
- 2003년 4월 29일: 정식 서비스 시작(PC 정식출시)
- 2003년 12월: 일본 메이플스토리 정식 서비스 시작
- 2004년 7월: 모바일 메이플스토리 출시 (휴대 전화 기종)
- 2005년 2월: 메이플스토리 회원 수 1100만명 돌파
- 2005년 6월: 싱가포르, 홍콩 메이플스토리 정식 서비스 개시
- 2005년 10월: 메이플스토리 회원 수 1300만명 돌파
- 2006년 7월: 유럽 시장 진출
- 2006년 2월 10일: 메이플스토리 회원 수 1400만명 돌파[10]
- 2007년 4월 12일: 유럽 메이플스토리 정식 서비스 개시
- 2007년 4월 24일: 메이플스토리 회원 수 1500만명 돌파[11]
- 2008년 4월: 메이플스토리 회원 수 1800만명 돌파[12]
- 2008년 6월: 브라질 메이플스토리 정식 서비스 개시
- 2008년 10월 5일: 베트남 메이플스토리 정식 서비스 개시
- 2010년 4월 15일: 닌텐도 DS용 메이플스토리 DS 출시[13]
- 2011년 10월 22일: 브라질 메이플스토리 서비스 종료
- 2012년 6월 29일: 태국 메이플스토리 서비스 종료
- 2014년 3월: 황선영 디렉터 취임[14]
- 2015년 7월 9일: 특수 서버 〈리부트 월드〉 출시
- 2016년 10월 13일: 《메이플스토리M》 출시

## 줄거리
메이플스토리의 줄거리는 메이플 월드(Maple World), 그란디스(Grandis) 등 여러 다른 세계에서 진행된다. 감독관이라 불리는 힘을 가진 사람들에 의해 창조된 그들은 각 세계에 시간의 초월자, 생명의 초월자, 빛의 초월자라는 세 명의 수호자를 배정하여 두 세계를 모두 관리하게 했다.
첫 번째 메인 스토리는 메이플 월드의 적대자인 검은 마법사를 중심으로 전개된다. 검은 마법사는 한때 빛의 초월자였으며 실험이 잘못되어 그의 순수한 빛의 핵이 타락할 때까지 하얀 마법사라고 불렸다. 여섯 명의 고대 영웅은 자신들을 봉인하는 대가를 치르고 검은 마법사를 봉인하는 데 성공했다. 이후, 블랙윙(Black Wings)이라는 군대가 다시 떠오르기 시작했고 검은 마법사를 부활시키려고 시도했다. 검은 마법사의 부활을 두려워한 시그너스 여제는 블랙윙과 검은 마법사의 군단장들을 막기 위해 시그너스 기사단을 창설했다. 검은 마법사의 봉인이 약해지기 시작하면서, 전설 속의 영웅들도 다시 돌아오기 시작했다. 검은 마법사가 봉인에서 풀려난 후, 시그너스는 자유로운 영혼을 지닌 모험가, 시그너스 기사단, 검은 날개에 대항하는 레지스탕스, 여섯 명의 고대 영웅, 그리고 다른 세계에서 온 몇몇 용감한 용사들을 하나로 뭉친 메이플 연합을 창설했다.
연합은 계속해서 블랙윙과의 싸움을 벌여 블랙헤븐 전투에서 결정적인 승리를 거두었고, 그 동안 연합의 영웅은 신성한 기운이 깃든, 대적자(Adversary)로 깨어났다. 얼마 지나지 않아 검은 마법사는 세상을 파괴하고 자신의 이미지대로 재창조하기 위해 아케인 리버(Arcane River)라는 차원을 만들었다. 대적자는 아케인 리버를 지나며 연합이 검은 마법사가 자신들의 세계를 멸망시키는 것을 막기 위해 최종 공세를 시작하기 전에, 마지막으로 검은 마법사의 군단장들과 전투를 벌였다. 이후 대적자는 검은 마법사를 성공적으로 처치하고 메이플 월드를 멸망으로부터 구했다.
검은 마법사의 죽음과 함께 검은 마법사의 계략으로 인해 메이플 월드와 천천히 융합된 그란디스 영역에서 두 번째 메인 스토리가 시작되었다. 그란디스의 적대자인 제른 다르모어(Gerand Darmoor)는 자신의 종족인 하이레프(High Lef)가 다른 모든 종족보다 우월하다고 믿었고, 그래서 그는 모든 생명체를 자신의 이미지로 개조하려고 했다. 그를 막기 위해 그란디스의 여러 세력이 메이플 동맹에 합류했다. 검은 마법사가 죽은 후, 얼라이언스는 다르무어와 그의 사도들과 싸우기 위해 군대를 보냈다.

## 게임 플레이
메이플스토리는 2D 스크롤링 플랫폼 게임이다. 게임 컨트롤은 키보드와 마우스를 사용하여 실행된다. 키보드는 다양한 게임 기능에 사용되며 대부분은 사용자의 요구에 맞게 재배치될 수 있다. 마우스는 주로 플레이어가 아닌 캐릭터를 트리거하고 아이템을 조작하는 데 사용된다. 게임 플레이는 던전을 탐험하고 실시간으로 몬스터와 싸우는 데 중점을 둔다. 플레이어는 몬스터와 싸우고 퀘스트를 완료하며 "메소스"라는 게임 내 화폐, 경험치 및 다양한 아이템을 획득한다. 플레이어는 게임 내 직업을 획득하여 장비, 액세서리 또는 물약을 제작할 수 있다.
플레이어는 온라인에서 다른 사람과 상호 작용할 때 다양한 옵션을 사용할 수 있다. 몬스터로부터 전리품과 경험치를 배포하는 파티를 구성할 수 있다. (게임에서 두 플레이어를 이성애 커플로 인식하는 게임 내 결혼, 캐릭터 이름 아래에 길드 이름이 나열된 길드 또는 가족, 후배와 선배의 건축 모임) 플레이어는 다른 플레이어의 명성이라는 게임 내 인기 통계를 높이거나 낮출 수 있다. "메소스" 또는 기타 게임 내 아이템에 대한 거래 활동에 참여할 수 있다.

### 리부트 월드
리부트 월드는 2015년 7월 9일 업데이트로 생긴 특수 서버 시스템으로, 일반 서버에 비해 RPG 본연의 특성을 강조하는 서버이다. 리부트 월드에서는 이용자 사이의 거래가 불가능하며, 장비 아이템을 자신의 캐릭터끼리 옮길 수도 없다. 대신, 슬롯 확장 아이템을 비롯한 강화용 아이템을 메소로 구입할 수 있다.

## 음악
현재 메이플스토리의 메인 작곡가는 NECORD(ASTERIA)이다. 넥슨은 2016년 자체 음악 프로듀싱팀인 ASTERIA와 사운드팀인 NECORD를 설립하고 자체적으로 음악 프로듀싱과 앨범 발매에 나섰다. 2017년에는 헝가리 부다페스트에서 오케스트라와 함께 음악을 녹음했다.
게임의 음악은 좋은 평가를 받았으며, 오랫동안 서비스된 게임인 만큼 플레이를 멈춘 이들에게 추억을 자극했다. 아쿠아로드 마을인 아쿠아리움의 '아쿠아리움' 음악은 한국의 일부 음악교과서에도 수록되어 있다.
2006년부터 2015년까지의 음악은 스튜디오 EIM이 작곡했으며, 2014년부터 프렌드스토리(FriendStory), 블럭버스터: 블랙 헤븐(Blockbuster: Black Heaven)을 시작으로 공식 음원이 공개되기 시작했다. 이때 스튜디오 EIM을 아웃소싱한 M2U가 Ariant Coliseum 음악과 Ereve 음악을 작곡하였다.
2010년 슈퍼스타K 2에서 TOP6에 진입한 김은비는 메이플스토리의 홍보모델인 메이플걸이 되었으며, 다른 메이플걸스와 달리 'I'm My Fan'이라는 곡을 발표했다. 2015년 현직 프로가수 타루가 노래를 불렀고, 2017년부터 세컨드문이 메이플스토리 관련 오프라인 행사에서 노래를 부르기 시작한 것은 2016년 홀로그램 뮤지컬 코믹 메이플스토리의 음악을 맡았기 때문이다. 그리고 2018년부터는 국카스텐 하현우와 국카스텐 밴드 스스로가 해당 게임과 관련된 노래를 부르기 시작했다. 2021년에는 비와이도 노래를 불렀다.
S.I.D-Sound는 2011년 메이플스토리 8주년 이벤트, 2013년 RED 테마곡, 2014년 프렌드스토리 OST 등 일부 음악을 작곡했다.
2015년 SQUARE MUSIQ은 프로모션 곡인 Violeta Over Flowers와 Blockbuster: Black Heaven의 곡인 Promise of Heaven의 보컬 등 일부 곡을 작곡했다.
2020년에 ESTIMATE와 ESTi는 Yum Yum Island 음악, Adel 음악 테마, Ristonia 음악, Grand Athenaeum Episode VI: Sharenian Knights 음악 및 Hotel Arcs 음악과 같은 일부 음악을 작곡했다.

## 개발
메이플스토리는 대한민국에서 개발 및 출시되었으며 2010년 현재 10개 지역으로 현지화되었다. 다른 퍼블리셔가 해당 지역에 대한 게임 라이선스를 부여함에 따라 프록시 블록이 배치되어(한국어 버전을 제외하면 KSSN이 필요함) 플레이어는 다음을 수행해야 한다. 현지화된 버전을 재생해 보세요. 2011년 7월 7일, 레벨업! 게임즈는 브라질 현지화 계약을 갱신하지 않을 것이라고 발표했다.
빅뱅이라는 제목의 업데이트가 2010년 7월 한국 메이플스토리에 출시되었으며, 다른 지역 서버도 곧 이어 출시되었다. 빅뱅은 게임의 핵심 코딩을 바꾸고 게임의 여러 측면을 바꾸었다. Chaos라는 업데이트에는 직업과 PvP가 도입되었다.
2015년 3월 4일, 넥슨은 마스터의 북미 서버에 대한 새로운 업데이트인 블랙 헤븐(Black Heaven)을 발표했다. 업데이트 이전과 3월 9일 이전에 등록한 플레이어는 3월 14일 이전과 업데이트가 적용된 후에 로그인한 경우 무료 이그니션 팩을 받았다. 블랙 헤븐은 2015년 3월 11일에 출시되었다.
2015년 12월 1일, 넥슨은 리부트 세계에 접근할 수 있는 북미 서버용 메이플스토리 리부트 업데이트를 출시했다. 이 세계에서는 거래가 비활성화되고, 메소 드랍율이 증가하며, 플레이어 클래스에 특정한 무기/장비 드랍이 발생한다. 리부트에는 다른 세계와 동일한 몬스터가 있지만 능력치와 경험치가 증가한다.
2016년 12월 14일, 메이플스토리는 게임의 최신 업데이트인 5차 전직을 발표했다. 플레이어가 게임에서 레벨 200에 도달하면 직업 전직 퀘스트를 완료해야 5차 전직 스킬을 완전히 사용할 수 있다. 5차 직업 스킬은 앞선 4가지 직업 스킬과 달리 3가지 스킬로 구성된다. 공유 스킬이라는 첫 번째 스킬은 모든 캐릭터가 공유하고 사용할 수 있는 스킬이다. 두 번째는 특정 클래스만이 사용할 수 있는 스킬인 '클래스별'이고, 세 번째는 해당 특정 직업만이 사용할 수 있는 스킬인 '잡스킬'이다.
2022년 7월 20일, 넥슨은 북미 서버용 데스티니: 리마스터 업데이트를 출시했다. 이번 업데이트는 원래 스토리라인을 간소화하면서 스킬을 업데이트하고 새로운 스토리라인 콘텐츠를 추가하여 모든 Explorer 클래스(최신 Explorer 클래스인 Pathfinder 제외)를 개편했다. 새로운 보스인 칼로스도 게임에 추가되었다.
2023년 7월, 넥슨은 2023년 10월과 11월에 모든 직업에 새로운 스킬을 제공하는 6차 전직이 출시될 것이라고 발표했다.

## 플레이어 및 수익
글로벌 메이플스토리(GMS)에서는 2010년까지 백만 명이 넘는 플레이어가 캐시샵에서 아이템을 구매했다. 2006년 넥슨은 메이플스토리가 전 세계적으로 총 3,900만 명의 사용자 계정을 보유하고 있다고 발표했다. 메이플스토리 글로벌은 2011년까지 800만 명 이상의 사용자를 보유했다. 2014년 기준으로 전 세계 매출 기준 상위 10대 MMO에 속했다. 2020년 기준으로 이 게임은 전 세계적으로 1억 8천만 명 이상의 등록 사용자를 확보했다.
2011년까지 이 게임은 18억 달러의 수익을 올렸다. 2013년부터 2017년까지 이 게임은 2013년 3억 2,600만 달러, 2014년 2억 4,000만 달러, 2015년 2억 5,300만 달러, 2016년 8,300만 달러, 2017년 2억 7,900만 달러 등 총 11억 8,100만 달러의 수익을 올렸다. 2020년 현재 이 게임은 전 세계적으로 30억 달러 이상의 수익을 올렸다.

## 미디어 믹스

### 모바일 게임
메이플스토리 모바일 게임은 대한민국에서 2004년 4월 서비스를 시작한 이후, 현재까지 누적 다운로드 수 1,000만 회 이상을 기록하였으며, 2007년 12월 일본의 이동통신사 NTT 도코모를 통해 모바일 메이플스토리 4종 서비스를 시작했다.
다음은 메이플스토리 모바일 게임을 출시 순서로 나열한 표이다.
| 게임명                      | 주인공 | 출시일                                                                               | 보스 | 정보 이용료                                                            | 통신사  | 홈페이지                         | 비고                                                                                     |
| --------------------------- | --- | ------------------------------------------------------------------------------------ | --- | ---------------------------------------------------------------------- | ------- | -------------------------------- | ---------------------------------------------------------------------------------------- |
| 메이플스토리 나만의 QT 세상 | 나먼 | 2004년 7월 16일                                                                      | 큐티몬 | 2,000원                                                                | SKT, KT | [ 깨진 링크 ( 과거 내용 찾기]) ] |                                                                                          |
| 메이플스토리 전사편         | 로이 | 2004년 7월 16일                                                                      | 주니어 발록 | 2,000원                                                                | SKT, KT | [ 깨진 링크 ( 과거 내용 찾기]) ] |                                                                                          |
| 메이플스토리 마법사편       | 로엔 | 2004년 9월 24일                                                                      | 멜러디 | 2,000원                                                                | SKT, KT | [ 깨진 링크 ( 과거 내용 찾기]) ] |                                                                                          |
| 메이플스토리 궁수편         | 로린 | 2005년 4월 21일                                                                      | 마왕 | 2,000원                                                                | SKT, KT | [ 깨진 링크 ( 과거 내용 찾기]) ] |                                                                                          |
| 메이플 퍼즐                 | (없음) | 2007년 5월 31일                                                                      | (없음) | 2,500원                                                                | SKT     | [ 깨진 링크 ( 과거 내용 찾기]) ] |                                                                                          |
| 메이플스토리2007            | 로이(전사) 로린(궁수) 로엔(마법사) | KT 2007년 5월 30일 SKT 2007년 5월 31일 LGU+ 2007년 8월 9일                           | 주니어 발록 크림슨 발록 자쿰 왕도깨비 에레고스                                                                                   | SKT/KT 3,000원 LGU+ 2,500원                                            | ALL     | [ 깨진 링크 ( 과거 내용 찾기]) ] |                                                                                          |
| 메이플메이트                | (없음) | 2008년 4월 17일                                                                      | (없음) | 추가 부분 유료                                                         | SKT     | [ 깨진 링크 ( 과거 내용 찾기]) ] |                                                                                          |
| 메이플스토리 도적편         | 로빈 | SKT 2008년 5월 15일 KT 2008년 7월 10일 LGU+ 2008년 8월 1일                           | 멜러디 웨어울프 예티 호문스큘러 크림슨 발록                                                                                      | 3,000원                                                                | ALL     |                                  | 역대 100만건 이상 누적 다운로드 돌파                                                     |
| 메이플스토리 핸디월드       | 없음. | SKT 2008년 6월 19일 KT 2009년 12월 10일                                              | | 판매 안함                                                              | SKT, KT | [ 깨진 링크 ( 과거 내용 찾기 ) ] |                                                                                          |
| 메이플스토리 해적편         | 카이린 | KT 2009년 4월 22일 SKT 2009년 4월 23일 LGU+ 2009년 4월 27일                          | 거대주황버섯 거대듀얼비틀 거대메카티안 롬바드 거대모래거인 프랑켄로이드 거대다크예티 거대판다곰 에레고스                         | 3,000원                                                                | ALL     | [ 깨진 링크 ( 과거 내용 찾기 ) ] | 역대 1000만건 이상 누적 다운로드 돌파                                                    |
| 메이플스토리 시그너스기사단 | 미하일(소울마스터) 오즈(플레임위자드) | LGU+ 2010년 5월 24일 KT 2010년 5월 26일 SKT 2010년 5월 27일                          | 피아누스 검은마녀 변신술사 자쿰 혼테일                                                                                           | 4,000원                                                                | ALL     |                                  |                                                                                          |
| 메이플스토리 라이브         | 아랑(듀얼블레이드) 레이(메카닉) 엘리야(데몬슬레이어) 티어(엔젤릭버스터)                                                                   | SKT 2011년 6월 28일 KT 2011년 7월 4일 안드로이드 2012년 2월 16일 iOS 2012년 2월 17일 | 쉐도우블레이드/스텀피 알리샤르 피아누스 이베흐 태륜 렉스 카이드 혼테일 핑크빈 아카이럼 매그너스 사자왕 반 레온 아우프헤벤 오베론 | 5,000원/무료(안드로이드 T Store, Play Store) 4.99$/무료(iOS App Store) | SKT,KT  | [ 깨진 링크 ( 과거 내용 찾기]) ] | 업데이트로 새로운 맵, 직업군, 보스, 아이템 등 추가                                       |
| 메이플스토리 히어로즈       | 없음 | SKT,KT,LG 2012년                                                                     | 없음 | 무료                                                                   | ALL     | [ 깨진 링크 ( 과거 내용 찾기]) ] | 안드로이드에서만 구동 가능(iOS 및 일반 핸드폰 버전은 출시되지 않았음)                    |
| 포켓 메이플스토리           | 아랑(듀얼블레이드) 레이(메카닉) 엘리야(데몬슬레이어) 티어(엔젤릭버스터)/카일(카이저) 제논 루미너스 메르세데스 오즈(플레임위자드)/키네시스 | 안드로이드 2014년 iOS 2015년 2월 26일                                                | | 부분 유료화                                                            | ALL     |                                  | 카카오톡 게임 통해서 다운 가능                                                           |
| 스타플래닛 모바일           | | 안드로이드 2015년 5월 14일                                                           | 레지레지롱 | 무료                                                                   |         |                                  | 메이플 스타플레닛과 연계가능                                                             |
| 메이플스토리M               | | 안드로이드, iOS 2016년 10월 13일                                                     | | 부분 유료화                                                            | ALL     |                                  | PC 메이플과 동일하게 마을과 필드에서 다른 유저와 만날 수 있으며, 자동사냥 기능이 추가됨. |

### 닌텐도 DS 시리즈용 게임
온라인 게임을 원작으로 하여 닌텐도 DS용으로 이식되어 2010년 4월에 발매되기도 했다. 전사, 궁수, 마법사, 도적의 총 4개의 직업군으로 플레이할 수 있으며, 직업군 간에 이야기가 서로 연결되는 방식이다. 메이플스토리 DS와 함께 발매한, 메이플스토리 DS + DSi 한정판도 있다. 닌텐도 3DS용 소프트인 "메이플스토리 운명의 소녀"가 2013년 4월 25일 출시되었다.

### 애니메이션
메이플스토리는 애니메이션으로도 제작되었다. 2007년 9월 18일 넥슨은 일본 도쿄의 뉴오타니 호텔에서 《메이플스토리》의 텔레비전 애니메이션 제작 발표회를 열었다. 애니메이션은 총 25편으로 제작되어 2007년 10월 7일부터 일본의 TV 도쿄 채널에서 방송되었다. 넥슨이 기획했으며 일본의 주식회사 매드하우스가 공동 제작사로 참여하였다.

### 만화책
- 《코믹 메이플스토리》라는 만화책 시리즈가 1권부터 100권으로 완결되었다.
- 《빅토리 메이플》이라는 만화가 메이플스토리 공식 홈페이지에서 연재되다가 2008년 말, 서적으로 출간되었다. 메이플스토리의 실제 게임 화면을 이용해 만든 만화이다. 스카니아 서버의 유저이자 초기 메이플스토리 공식 가이드북 저자 싸비가 지었다.
- 《빅토리 메이플》 이후 《빅토리 메이플 스타》가 2010년에 발매되어 29권으로 완결되었다.
- 메이플 홈런왕은 메이플 친구들이 야구를 하는 만화다. 현재는 메이플홈런왕 2탄이 출간되었다. (재미북스)
- 《수학도둑》은 《코믹 메이플스토리》의 도도의 분신이 다른 차원으로 가는 구멍으로 떨어져 수학을 이용해 문제들을 해결해 나가는 만화책이다. 이 밖에도 《한자도둑》《영어도둑》등이 있다.

### 장난감
- 딱지: 에리트F·B에서는 메이플스토리 딱지를 만들어 판매하고 있다. 그러나 게임의 몬스터 정보와는 조금 다를 수도 있다. 현재 약 300~400여 종의 일반 딱지가 있다.

원형 딱지는 2011년 이전형으로, 7개당 300원,
사각형(소형)은 2011년형으로 역시 7개당 300원,
사각형(대형)은 2011년 이후에 출시된 형태로서 7개 500원이 정가이다.
- 카드 게임: 2008년 3월에, 넥슨은 메이플스토리 i-TCG(트레이딩 카드게임)를 한국에 출시하였으며, 미국의 유명한 보드 게임 제작사인 위자드 오브 코스트(Wizard of Coast)사가 개발에 참여하였다. 메이플스토리 i-TCG는 스타터 덱과 부스터 팩의 형태로 판매되고 있으며, 부스터 팩에는 9장의 일반 카드와 1장의 메이플스토리 아이템 쿠폰이 포함되어 있어, 쿠폰만을 얻기 위해 메이플스토리 i-TCG를 구매하는 경우도 있다. 메이플스토리 i-TCG는 해외판 메이플스토리를 기준으로 제작되었기 때문에, 한국에 서비스되고 있는 메이플스토리에는 등장하지 않은 부분도 포함하고 있다.

- 현재 대한민국에 출시된 메이플스토리 i-TCG 부스터 팩의 종류
  - 1판: 〈새로운 모험의 시작〉
  - 2판: 〈보스몬스터의 등장〉
  - 3판: 〈두근두근 나의 펫〉
  - 4판: 〈NPC의 지령〉
  - 5판: 〈자쿰의 재림〉
  - 6판: 〈해적, 심해의 위협〉

## 수상 경력
- 2003년: 디지털 콘텐츠 온라인 부문 대상 수상
- 2006년: 대만 GameStar 선정 최우수 온라인 게임상 수상
- 2007년: 넥슨 웹어워드코리아 2007 게임/스포츠 부문 우수상 (메이플스토리 공식 사이트)
- 2007년: 넥슨 웹어워드코리아 2007 게임/스포츠 부문 최우수상 (메이플걸 브랜드 사이트)
- 2007년: 2007 대한민국 만화·애니메이션·캐릭터 대상 캐릭터 부문 우수상 수상
- 2008년: 日 ´웹머니 어워드 2008´ 최고상인 그랑프리 수상
- 2009년: 모바일 메이플스토리 해적편, 2009 대한민국게임대상 모바일 게임부문 우수상
- 2010년: 메이플스토리DS, 2010 대한민국 게임대상 우수상, 인기상 수상

## 논란
환생의 불꽃, 랜덤 큐브 등 확률형 아이템에서 얻을 수 있는 옵션들의 확률이 똑같지 않았던 것이었다.
큐브의 경우 보보보{(보스몬스터 공격시 데미지 +n%)×3}, 방방방{(방어율 무시×3)}이 절대 안 뜨는 것으로 밝혀졌다.
또한 유저들에게 상대적으로 좋은 옵션이라고 평가받는 올스탯 옵션 등이 상대적으로 좋지 않다고 평가 받는 점프력 옵션 등보다 발생할 확률이 적다는 것도 밝혀져 논란의 대상이 되었다.
2024년 1월 3일 대한민국 공정거래위원회에서 확률형 아이템 판매 관련 엄중 제재를 했다.

### 내용주
1. ↑  미주·유럽에서는 ‘하이 플로라(High Flora)’.

### 참조주
1. ↑  “CODA SOUND”. CODASOUND. 2016년 1월 11일에 원본 문서에서 보존된 문서. 2016년 1월 11일에 확인함.
2. ↑  “한때 작곡가라 불리던 때가 있었더랬지 feat. 메이플스토리” [There was a time when I was called a composer. feat. MapleStory]. 《Naver Blog》. Naver. 2021년 7월 6일. 2022년 2월 8일에 원본 문서에서 보존된 문서. 2022년 2월 8일에 확인함.
3. ↑  LoudBell Studio (2021년 1월 12일). 《큐베이스 믹싱 - 번들 플러그인만 사용해서 작업하기 - Cubase bundle plugin 을 활용한 Dynamic Mixing 과정 - Maple Story CokeTown》 [Cubase Mixing - Working using only bundled plugins - Dynamic Mixing process using Cubase bundle plugin - Maple Story CokeTown]. YouTube. 2022년 9월 22일에 원본 문서에서 보존된 문서. 2022년 9월 22일에 확인함.
4. ↑  “게임 음악 - M2U” [Game Music - M2U]. Clesson. 2022년 2월 7일에 원본 문서에서 보존된 문서. 2020년 11월 29일에 확인함.
5. ↑  “Work｜ESTIMATE”. Estimate. 2023년 6월 11일에 확인함.
6. ↑  “MapleStory - OST : Products ESTIMATE”. Estimate. 2020년 5월 20일. 2022년 2월 8일에 원본 문서에서 보존된 문서. 2022년 2월 8일에 확인함.
7. ↑  NECORD MUSIC (2021년 4월 27일). 《Whale Belly｜메이플스토리 OST : AWAKE》 [Whale Belly｜MapleStory OST: AWAKE]. YouTube. 2022년 9월 22일에 확인함.
8. ↑  “클라이언트 1.2.101 릴리즈”. 《메이플스토리》. 2010년 7월 8일.
9. ↑  최병준 (2010년 7월 8일). “메이플스토리 “확 바뀐다”…빅뱅 업데이트 ‘돌입’”. 《지디넷코리아》. 2024년 8월 16일에 확인함.
10. ↑  “넥슨 ‘메이플스토리’ 회원 1400만명 돌파”. 파이낸셜뉴스. 2006년 2월 10일.
11. ↑  “넥슨 메이플스토리 29일 서비스 4주년”. 전자신문. 2007년 4월 24일. 2007년 5월 9일에 원본 문서에서 보존된 문서. 2010년 6월 23일에 확인함.
12. ↑  “메이플스토리 출시 5주년 맞아”. 아시아경제. 2008년 4월 29일.
13. ↑  “메이플스토리 '닌텐도DS'로도 즐긴다... '메이플스토리DS' 15일 발매”. 게임조선. 2010년 4월 8일.[깨진 링크(과거 내용 찾기)]
14. ↑  “Sunyoung Hwang”. LinkedIn. 2020년 5월 17일에 원본 문서에서 보존된 문서. 2017년 9월 26일에 확인함.
15. ↑  “메이플스토리 게임 가이드 - 리부트 월드”. 2024년 4월 17일에 확인함.
16. ↑  뉴스와이어 2007년 12월 21일.
17. ↑  메이플스토리 도적편, 100만 다운로드 돌파 (파이낸셜뉴스)
18. ↑  모바일 상에 다중접속 플레이를 개발해, 같은 진행 방식으로 최대 4명까지 무선 네트워크 플레이를 지원했다.
19. ↑  SKT의 경우 2000원, 데이터정액 미가입자는 4,000원, KT의 경우, 무료나 월정액 1개월 4천원, 2개월 7천원, 3개월 9천원이었다.
20. ↑  대한민국 게임대상 후보작 넥슨모바일 '메이플스토리 해적편[깨진 링크(과거 내용 찾기)] (전자신문)
21. ↑  듀얼블레이드 모드에서만 등장
22. ↑  데몬슬레이어 모드에서만 등장
23. ↑  엔젤릭버스터 모드에서만 등장
24. ↑  
국산 인기게임 ‘메이플스토리’ 애니메이션 되어 일본 안방행 한겨레 2007년 9월 19일.
25. ↑  보스몬스터에 대한 추가능력치
26. ↑  넥슨 메이플스토리, 확률조작 의혹에 유저들 화났다!
27. ↑  Jang, Ha-Min (2022년 6월 30일). “공정위, 또다시 '메이플스토리' 확률 조작 관련 넥슨 현장 조사 진행”. Newsworker. 2023년 3월 23일에 확인함.
28. ↑  “(주)넥슨코리아의 전자상거래법 위반행위 제재”. 공정거래위원회. 2024년 1월 3일. 2024년 1월 3일에 확인함.